# УТВА

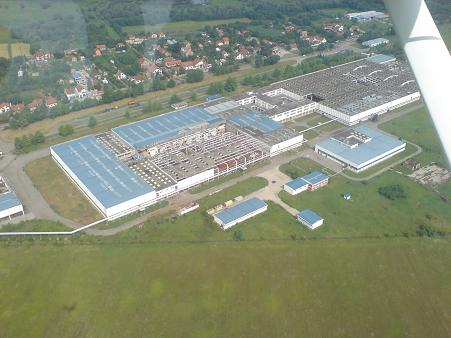

УТВА — авиационное предприятие Сербии, а ранее Югославии.
Производит лёгкие самолёты с поршневыми двигателями и БПЛА.
Располагается в городе Панчево. Основана в 1937 году.
В 1999 году фабрика была серьёзно повреждена во время бомбардировок НАТО.

## Продукция компании

### Самолёты
- Авион 251
- Аеро-3[серб.]
- Кобац[серб.]
- Утва 54 "Jastreb"
- Утва 56/60
- Утва 65 "Privrednik"
- Утва 66[серб.]
- Утва 75 "Sova"
- Утва 96
- Утва 212[серб.] / Икарус 212
- Утва 213 "Vihor"
- Утва 251[серб.] "Тројка"
- Утва Ласта